# Geuyer Abbas
Geuyer Abbas est un village de la région de Qubadli en Azerbaïdjan.

## Histoire
En 1993-2020, Geuyer Abbas était sous le contrôle des forces armées arméniennes. En 2020, le village de Geuyer Abbas a été restitué sous le contrôle de l'Azerbaïdjan.